# Grêmio Esportivo Brasil
Grêmio Esportivo Brasil, även känd som Brasil de Pelotas eller GE Brasil är en brasiliansk fotbollsklubb från Pelotas, Rio Grande do Sul.

## Historia
Brasil de Pelotas grundades 7 september 1911 av José Moreira de Brito. Klubbfärgerna valdes först till grön och gul, men ändrades senare till de nuvarande röd/svarta efter den nedlagda klubben Clube Diamantinos. Klubbens största merit kom i ligaspelet 1985 då man gick till semifinal i Série A, där dock Bangu blev för svåra.
16 januari 2009 var laget med om en svår bussolycka när chauffören förlorade kontrollen över bussen som  kraschade ner i en ravin, på väg hem från en bortamatch mot Santa Cruz. Spelarna Claudio Milar och Regis samt målvaktstränaren Giovani avled och över 20 skadades.

## Titlar
- Campeonato Gaúcho: 1919

## Tidigare spelare
- Danrlei
- Leandro Ezquerra